# Embrapa Instrumentação
A Embrapa Instrumentação é uma das unidades de pesquisa da Embrapa, a Empresa Brasileira de Pesquisa Agropecuária, com a proposta de unir áreas do conhecimento tais como Física e Engenharia à agropecuária. Atua no desenvolvimento de tecnologias de instrumentação voltadas para o agronegócio, como máquinas, equipamentos, sensores e automação de processos. Está localizada no município de São Carlos, e possui um quadro técnico de 81 empregados, sendo 30 pesquisadores, 29 analistas, 19 técnicos e 3 assistentes.
Desenvolve pesquisas em agricultura de precisão, meio ambiente, biotecnologia, automação de processos, novos materiais, agricultura e agroindústria familiar e qualidade de produtos e matérias-primas. A Embrapa Instrumentação possui um corpo técnico bem qualificado e multidisciplinar, com pesquisadores formados em física, química, engenharias (elétrica, eletrônica, mecânica, materiais, agronomia) e farmácia; com parcerias com universidades, centros de pesquisa e iniciativa privada. É considerado um centro de excelência em instrumentação agropecuária, tanto no Brasil quanto no exterior.

## História
A Embrapa Instrumentação surgiu em 1984, em São Carlos, formada inicialmente por físicos, engenheiros e profissionais de outras áreas das Ciência Exata, liderados pelo físico Sérgio Mascarenhas. Aliadas ao conhecimento de agrônomos e veterinários, num caráter de atuação multidisciplinar, tinham a proposta de produzir inovações em instrumentos, sensores, metodologias e materiais para contribuir com o aumento da produtividade e sustentabilidade do agronegócio.
Entre as tecnologias desenvolvidas pela Embrapa Instrumentação estão o Clorador Embrapa, para tratar a água das residências rurais, e o Jardim Filtrante, para tratar a "água cinza" das pias, tanques e chuveiros. Essas tecnologias simples e de baixo custo contribuem para melhorar a qualidade de vida no campo, promovendo saneamento básico e uso racional dos recursos hídricos.
A Embrapa foi criada em 1973 pelo então presidente do Brasil, General de Exército Emílio Garrastazu Médici. Sua fundação teve como principal objetivo o desenvolvimento de tecnologias, conhecimentos e informações técnico-científicas que fossem direcionadas para a agropecuária brasileira. Este esforço visava não apenas o fortalecimento do setor agrícola, mas também a promoção de inovações que pudessem atender às demandas específicas do país, considerando suas particularidades geográficas e climáticas. Desde então, a Embrapa tem desempenhado um papel fundamental na pesquisa e na implementação de práticas que visam aumentar a eficiência e a sustentabilidade da produção agropecuária no Brasil.

## Infraestrutura
A Embrapa Instrumentação conta com uma estrutura que abrange duas bases físicas: uma, no centro de São Carlos, onde estão localizados o prédio sede (3 mil metros quadrados) e o Laboratório de Nanotecnologia para o Agronegócio – LNNA (2,3 mil metros quadrados),onde estão envolvidos à área de Pesquisa e Desenvolvimento e outra na Fazenda Canchim, onde está instalado o Campo Experimental em Automação Agropecuária (50 mil metros quadrados), no qual foi construído o Laboratório de Referência Nacional em Agricultura de Precisão – Lanapre (1,6 mil metros quadrados de área construída e 3 mil metros quadrados de pátio), que busca solucionar problemas e incentivar criação de spin-off, em espaço cedido pela Embrapa Pecuária Sudeste.

## Pesquisa, Desenvolvimento e Inovação
Pelo seu perfil técnico e localização que privilegia a interação nos ecossistemas de inovação, a Embrapa Instrumentação possui um ciclo de pesquisa, que propicia a inovação disruptiva, fundamentada na ciência básica e nas tendências tecnológicas de longo prazo. Atua fortemente com a premissa de parcerias públicas e privadas, com inovações que atendem problemas da agricultura tropical, contribuindo para sua importância